# Muelle de las Carabelas
El Muelle de las Carabelas es un museo ubicado en Palos de la Frontera (provincia de Huelva, Andalucía, España). En él se encuentran las reproducciones de La Niña, La Pinta y La Santa María, que se construyeron en 1992 para la Celebración del V Centenario de la llegada de Colón a América.

## Historia
A lo largo de 1992 se llevaron a cabo todo tipo de celebraciones a raíz del V Centenario de la llegada de Colón a América. Entre ellas, España realizó una reproducción de las naves en las que Cristóbal Colón, los Pinzón de Palos de la Frontera y el resto de la expedición, marineros de la zona como los Niño de Moguer, hicieron el viaje del descubrimiento de América. Los tres navíos formaron parte de la Exposición Universal de Sevilla, aunque fueron parte de numerosas exposiciones a lo largo de Europa y América.
Tras participar en todo tipo de actividades, —incluso en el rodaje de la película 1492: La conquista del paraíso— la Junta de Andalucía adquirió las réplicas, en el marco del proyecto Andalucía 92. A raíz del mismo se proyectó la construcción del Muelle de las Carabelas en el Paraje de la Rábida perteneciente al término municipal de Palos de la Frontera, que fue inaugurado en el año 1994 y está gestionado por la Diputación de Huelva.
Desde entonces, el Muelle de las Carabelas se encuentra abierto al público, gozando de un notable aumento de visitantes año tras año. Así, en el año 2007 se alcanzó el récord de visitas, con una cifra cercana a los 200 000 visitantes que situaba la media de visitas diarias en torno a 550 personas. Es el tercer lugar más visitado de Andalucía.

## Exposición

### Centro de interpretación

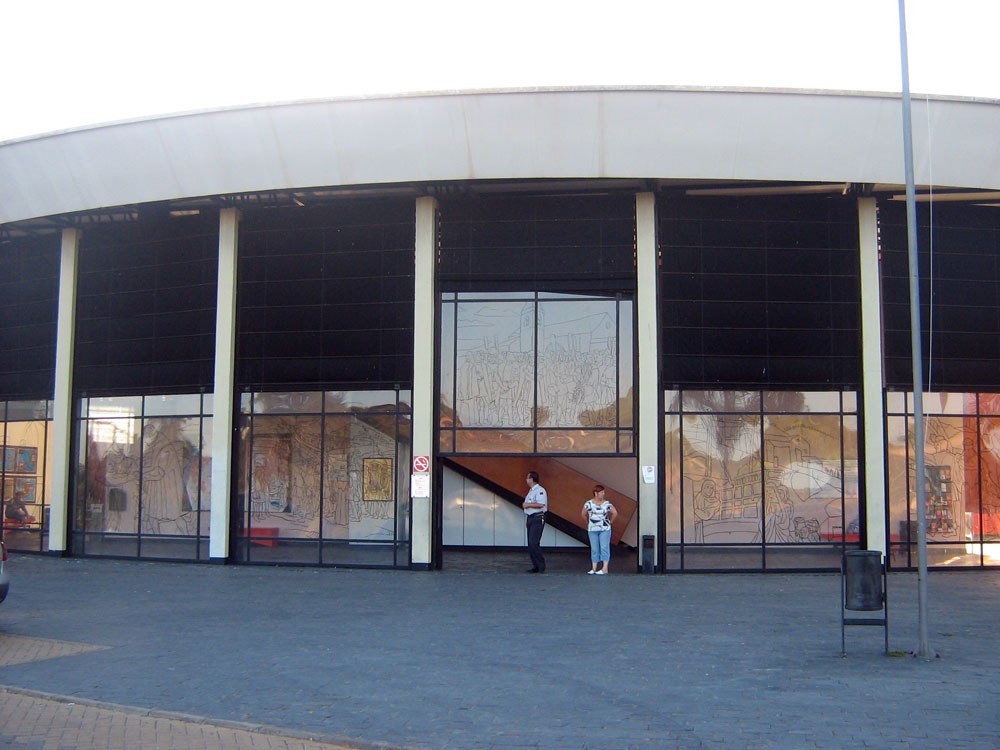
Acceso al centro de interpretación.

Se accede al Muelle de las Carabelas a través de un vestíbulo, en el cual se adquieren las entradas. Desde ahí se puede visitar, a través de módulos giratorios, una exposición que recrea la sociedad del siglo XV y todo lo que de ella se puede relacionar con el descubrimiento: réplicas de mapas, armas, tratados como el de Tordesillas o Alcaçovas-Toledo. La parte superior del edificio alberga una muestra de objetos de arte precolombino.
Una de las estrellas de la exposición es una proyección, de aproximadamente medía hora de duración, en una sala de audiovisuales con capacidad para 148 personas. A lo largo de medía hora se hace un repaso a los hechos históricos del descubrimiento, desde el reclutamiento de los marinos hasta su regreso y la repercusión que este hecho tuvo. Antes del mismo se exponen brevemente los puntos turísticos interesantes de la zona, como el Monasterio de la Rábida o el Foro Iberoamericano de La Rábida. La narración de los hechos resulta original, al estar "realizada" por los propios navíos.

### Réplicas de los barcos

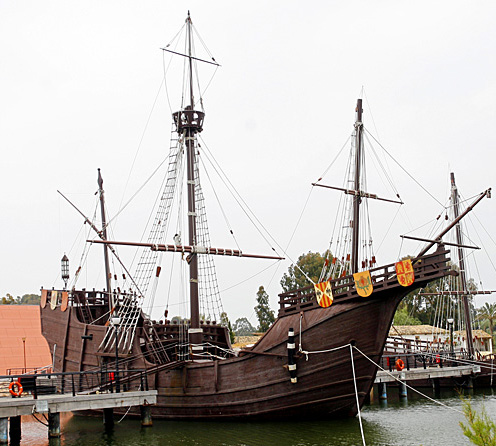
Réplica de La Santa María.

El principal reclamo turístico del museo es el trío formado por la Pinta, la Niña y la Santa María, las naves que participaron en el primer viaje colombino. Los tres barcos —en su versión réplica— fueron creados en 1992 en Isla Cristina, conmemorando el V Centenario del descubrimiento, y fueron la principal motivación para la creación del Muelle de las Carabelas.
Están ubicadas en una dársena de forma semicircular y el visitante puede subir a las tres para conocer de primera mano sus bodegas y camarotes. La Pinta y La Niña se hallan a los lados, flanqueando a La Santa María. Así, y aunque el rigor histórico es en líneas generales incuestionable, para facilitar el acceso a los visitantes La Pinta tiene una pequeña variación que no se corresponde con las fuentes: un acceso en forma de escalera al barco, que en realidad no existía. Sin embargo, en el otro navío la bodega no se ha hecho visitable pensando en ofrecer una visión fidedigna de esa zona del navío.
La Santa María, por su parte, es la de mayor tamaño, y en ella no solo se halla el camarote de Cristóbal Colón y su correspondiente representación, sino que puede verse a un escriba y también las entrañas del barco.

### Barrio medieval

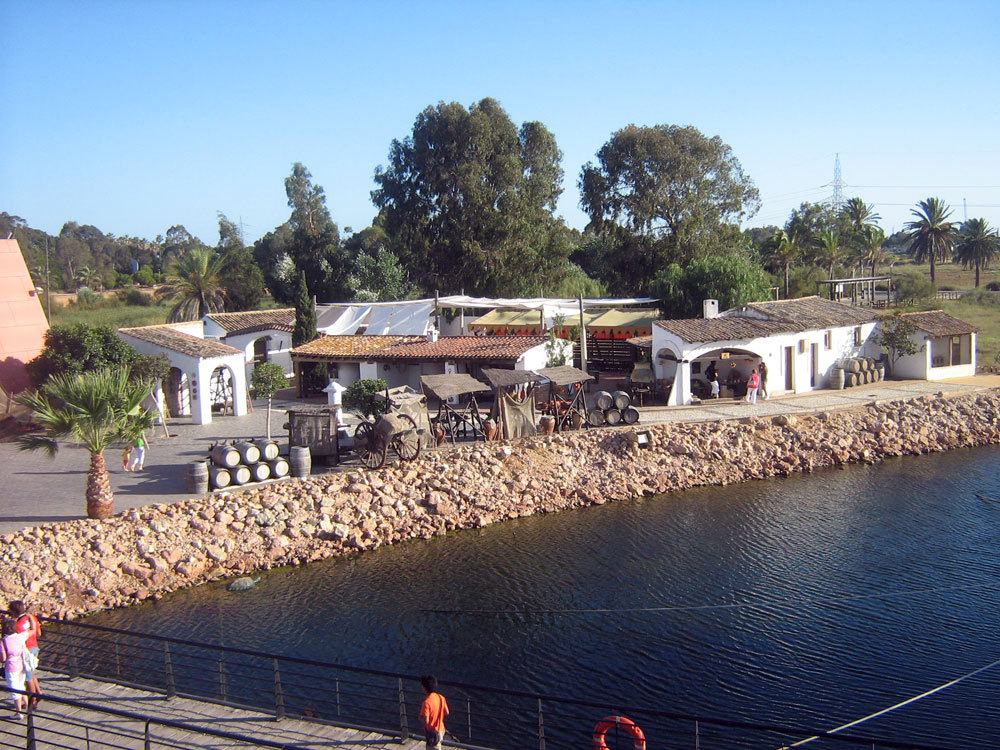
El barrio medieval, visto desde una de las naves.

Alrededor de la dársena que contiene las réplicas de los barcos hay también zonas musealizadas. El primero de ellos es la recreación de un barrio portuario medieval, que trata de reconstruir el ambiente previo al descubrimiento que vivía la gente común a través de elementos de la vida cotidiana: un mercado, un alfar, carretas y otros útiles de la época.
Este espacio tiene como base fundamental los barrios de Palos de la Frontera, lo cual recoge un espíritu que impregna todo el museo: la idea de reconocer el papel que jugó esta zona en el descubrimiento de América. Es una de las zonas del museo que más visitantes alberga, pues en el interior del barrio medieval se ha ubicado una taberna que da servicio a los turistas. Dicho puerto se encontraba a unos 4 kilómetros de donde se encuentra el actual muelle.
Los objetos que se encuentran en el mercado —cerámicas, piezas de hierro, objetos de esparto— tratan de dar las líneas maestras de lo que sería la carga que ocuparía las bodegas de los navíos. Por otro lado, en el mercado se puede ver la fruta —reproducciones en material plástico— típica de la región en el momento histórico del descubrimiento.

### Isla del Encuentro

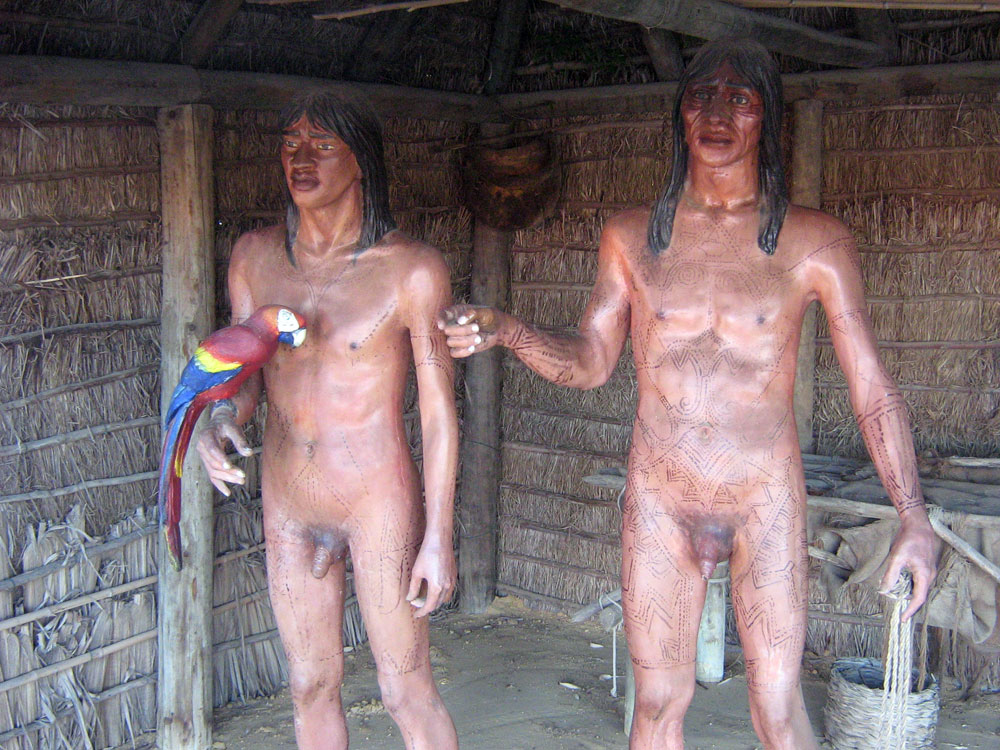
Estatuas de indígenas americanos.

Esta parte de la exposición trata de recrear el mundo que encontraron los miembros de la primera expedición colombina a su llegada a la isla de Guanahani. En ella se ha tratado de recrear una serie de elementos que representen lo mejor posible a la cultura indígena. Por un lado, el hábitat está representado en forma de cabañas de madera con paredes de caña; por otro, los hombres y mujeres que allí vivían están representados en varias estatuas; por último, sus objetos también han sido incluidos en esta parte de la visita.
No obstante, no solo se ha dado importancia al encuentro entre diferentes grupos de seres humanos, sino que además se ha representado la fauna típica del lugar. Así tortugas, loros y diferentes tipos de peces han sido representados. Las estatuas indígenas están realizando tareas cotidianas, como pescar o cocinar.

## El Muelle como escenario
El Muelle de las Carabelas, y en especial la réplica de los tres navíos, es una referencia para algunos escenarios relacionados con el descubrimiento o la navegación. El mundo del cine, fundamentalmente, se ha aprovechado de la ambientación del enclave. El mejor ejemplo de ello es Vicente Aranda, que ha rodado varias escenas de diferentes películas, como Juana la Loca o Tirante el Blanco. Otro ejemplo de la actividad artística que ha vivido el muelle desde su apertura es el grupo de música español Mägo de Oz, que en 2003 acudió al mismo para realizar la sesión de fotos de su disco Gaia, en el cual aparecían ataviados de piratas.
Además, en el propio muelle se realizan a lo largo del año varios eventos culturales, sobre todo en conmemoración de hechos diversos relacionados con el descubrimiento. Está abierto durante todo del año, lo que permite recrear el 3 de agosto (la fecha de partida de los navíos), el 12 de octubre (la llegada a América) o el 15 de marzo (su regreso), entre otras muchas. En este sentido, agosto, por sus efemérides, es el mes con mayor afluencia de visitantes.
Por estar gestionado por la Diputación de Huelva también es frecuente ver actos de índole político en este muelle que nada tengan que ver con el descubrimiento de América.